# Cầu Bình Điền
Cầu Bình Điền là một cây cầu bắc qua sông Chợ Đệm tại huyện Bình Chánh, Thành phố Hồ Chí Minh, Việt Nam.
Cầu nằm ở cửa ngõ phía tây nam Thành phố Hồ Chí Minh, trên tuyến giao thông quan trọng đi các tỉnh thành vùng Đồng bằng sông Cửu Long.
Cầu Bình Điền được xây dựng từ thời Pháp thuộc, là một cây cầu đường sắt thuộc tuyến Sài Gòn - Mỹ Tho. Cầu được hoàn thành và đưa vào sử dụng năm 1886, ban đầu được dùng chung cho cả đường sắt và đường bộ. Về sau, chính quyền thực dân Pháp cho xây dựng thêm một cây cầu mới dành riêng cho đường bộ nằm về phía thượng lưu cây cầu đường sắt (là vị trí của cầu Bình Điền hiện nay). Dấu tích còn lại cho đến ngày nay của cầu đường sắt Bình Điền là hai trụ cầu nằm sát mép sông.
Vào đêm ngày 31 tháng 3 năm 1998, cầu Bình Điền bị sập do một sà lan chở cát va đập mạnh vào chân cầu. Ngay sau sự cố, cầu đã được triển khai xây dựng lại với chiều dài 177,3 m, chiều rộng 12,5 m và hoàn thành sau 6 tháng thi công. Tiếp đó, nhánh cầu thứ hai có quy mô tương tự được xây dựng ngay tại vị trí cầu cũ bị sập để thành một cây cầu hoàn chỉnh rộng 25 m như hiện nay.